# Fabio Morábito

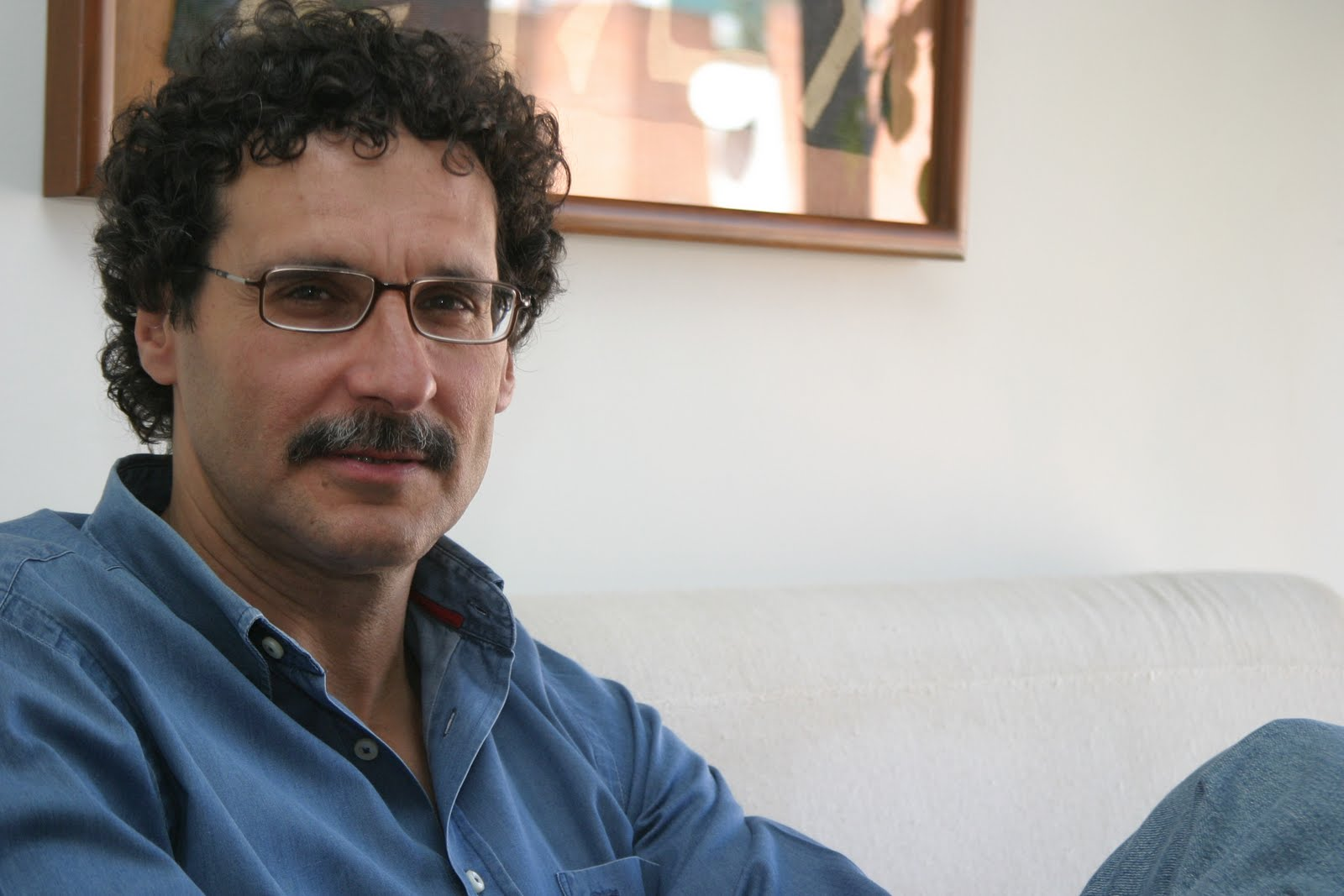
Fabio Morábito, 2017

Fabio Morábito (* 21. Februar 1955 in Alexandria, Ägypten) ist ein mexikanischer Autor und Dichter.

## Leben
Morábito verbrachte als Kind italienischer Eltern seine Kindheit in Mailand. Seit seinem 15. Lebensjahr lebt er in Mexico D.F., der Bundeshauptstadt Mexikos. Dort begann er in spanischer Sprache zu schreiben.
1998 nahm Morábito am Berliner Künstlerprogramm des Deutschen Akademischen Austauschdienstes teil. Seine Erfahrungen dort hielt er in der Geschichtensammlung Tambíen Berlín se olvida fest.
Bekannt wurde Morábito außerdem durch seine Übersetzungen aus dem Italienischen von Romanen und Essais, ferner von Dichtung und von Kinderbüchern ins Spanische. Sämtliche Gedichte des italienischen Literaturnobelpreisträgers Eugenio Montale übersetzte er. Diese Übersetzung steht seit 2005 im Projekt Gutenberg zur Verfügung. Ferner übersetzte er Aminta von Torquato Tasso.

## Veröffentlichungen
- 1984 El viaje y la enfermedad (Essays)
- 1985 Lotes baldíos (Gedichte)
- 1986 Gerardo y la cama (Kinderbuch)
- 1989 Caja de herramientas (Prosa)
- 1989 La lenta furia (Erzählungen)
  - deutsch: in Die langsame Wut, a. d. Span. von Thomas Brovot u. Susanne Lange. Frankfurt a. M.: Suhrkamp Verlag 1997; E-Book: Berlin: Edition diá 2015, ISBN 978-3-86034-545-0 (Epub), ISBN 978-3-86034-645-7 (Mobi)
- 1992 De lunes todo el año (Gedichte)
- 1995 Los pastores sin ovejas (Essays)
- 1996 Cuando las panteras no eran negras (Kinderbuch)
- 1998 Eterna Cadencia (Prosa)
- 1998 Pre-Textos (Prosa).
- 2000 La vida ordenada (Erzählungen).
  - deutsch: Das geordnete Leben, a. d. Span. von Thomas Brovot u. Susanne Lange. Mit einem Nachwort von Michi Strausfeld. Berlin: Deutscher Akademischer Austauschdienst 2003 (Reihe Spurensicherung Band 12); E-Book: Berlin: Edition diá 2015, ISBN 978-3-86034-546-7 (Epub), ISBN 978-3-86034-646-4 (Mobi)
- 2001 Delante de un prado una vaca (Gedichte)
- 2002 Alguien que lava (Gedichte)
- 2004 También Berlín se olvida (Prosa)
- 2006 Artaud (Prosa)
- 2006 Grieta de fatiga (Prosa)
- 2009 Emilio, los chistes y la muerte (Prosa)
- 2012 Eterna Cadencia (Prosa).
- 2014 El idioma materno (Prosa), Sexto Piso, Madrid, ISBN 978-84-15601-73-9.

## Preise und Auszeichnungen
- 1991: Premio Nacional de Poesía Aguascalientes für De lunes todo el año.
- 1995: Carlos Pellicer Preis für Lotes baldíos.
- 1997: Aufnahme in die Auswahl White Ravens für das Kinderbuch Cuando las panteras no eran negras.
- 2006: Premio Antonin Artaud de Narrativa für Grieta de fatiga.
- 2018: Premio Xavier Villaurrutia[2]
- 2025: Premio Mazatlán de Literatura für Jardín de noche[3]